# Islanders (jeu vidéo)
 (août 2020).
Pour les articles homonymes, voir Islanders.
Islanders est un jeu vidéo de construction de ville développé et publié par le studio de jeu indépendant allemand Grizzly Games pour Microsoft Windows en avril 2019,. La prise en charge de macOS et Linux a été ajoutée en juin 2019.

## Système de jeu
Au début de chaque session, les joueurs se voient présenter une petite île générée de manière procédurale et un pack de bâtiments  à placer. Il existe plusieurs types d'îles, dont certaines ont un terrain qui restreint le placement de certains bâtiments. Placer un bâtiment rapporte des points, influencés par les caractéristiques naturelles et d'autres bâtiments dans son rayon de score. La taille du rayon de score varie selon les types de bâtiments. Les bâtiments gagnent des points en étant placés à proximité des structures pertinentes, mais perdent des points pour les bâtiments incompatibles. Par exemple, un cirque gagne des points s'il est près des maisons, mais en perd s'il est près d'un manoir. Les points sont affichés en aperçu avant le placement du bâtiment, les gains étant indiqués en or et les pertes en rouge. Une fois placés, les bâtiments ne peuvent pas être enlevés ou reconstruits, donc un placement soigneux et une planification avancée sont importants pour maximiser le score.
Gagner des points remplit l'inventaire des bâtiments du joueur et débloque progressivement des types de bâtiments plus avancés tels que les mines d'or et les centres de villégiature, qui ont un potentiel de score plus élevé. Le fait de marquer des points remplit la jauge de l'île en bas de l'écran qui, une fois remplie, permet au joueur de passer à l'île suivante. Le nombre de points requis pour réapprovisionner l'inventaire et se déplacer vers de nouvelles îles augmente à chaque déverrouillage. Les joueurs sont libres de rester sur leur île actuelle et de continuer à construire et à augmenter leur score jusqu'à ce qu'ils décident de passer à autre chose,. La session se termine si le joueur n'a plus de bâtiments à placer, ou d'espace pour placer des bâtiments, avant de déverrouiller l'île suivante. Le score du joueur est cumulatif sur toutes les îles d'une session, et l'objectif global est d'atteindre un score élevé pour toute la session.

## Développement
Grizzly Games est composé de Paul Schnepf, Friedemann Allmenröder et Jonas Tyroller. Ils se sont rencontrés durant leur Bachelor d'Arts en Programmation de Game Design au HTW Berlin (en). Schnepf et Allmenröder ont d'abord collaboré ensemble lors d'un projet de seconde année, qui était un court jeu expérimental nommé ROM. Plus tard, cette même année, ils ont travaillé avec un autre étudiant, Shahriar Shahrabi, pour développer Superflight, un jeu de simulation de vol de wingsuit minimaliste. Grizzly Games est alors fondé à la sortie du jeu. Néanmoins, Shahrabi quitte le studio après la publication du jeu. Au cours de la troisième année d'études, Tyroller a rejoint Grizzly Games,.
Le développement d'Islanders a débuté par trois semaines de recherche, de prototypage et de perfectionnement de plusieurs concepts. Les développeurs se sont ensuite remémorés leurs bons souvenirs mutuels envers des jeux de construction de ville tels qu'Anno, The Settlers et SimCity afin d'aller de l'avant vers un concept définitif qui deviendra Islanders. Le jeu a connu un cycle de développement court de sept mois : quatre mois de temps de développement majeur, puis trois mois d'ajustement et de préparation avant sa sortie,.

## Accueil
L'accueil critique d'Islanders est largement positif. Les critiques ont fait l'éloge de la mécanique intentionnellement simple du jeu, ainsi que de son esthétique visuelle minimaliste et de sa bande-son relaxante,,. Le jeu est un succès commercial ; en avril 2019, c'était l'un des vingt jeux les plus vendus sur Steam. En juillet 2019, Rock, Paper, Shotgun le place sur une liste des meilleurs jeux de l'année à ce jour. Luke Plunkett de Kotaku place aussi le jeu sur sa liste des dix meilleurs jeux de 2019. Enfin, Paul Tamayo, également de Kotaku, le distingue comme l'un des jeux les plus relaxants de 2019.